# Даниїл (патріарх Болгарський)
Патріарх Даниїл (болг. Патриарх Даниил; у миру Атанас Триандафилов Николов; нар. 2 березня 1972, Смолян, Болгарія)  — болгарський православний релігійний діяч. Патріарх Болгарський і Митрополит Софійський з 30 червня 2024 року. Прихильник російської війни проти України.

## Життєпис
Народився 2 березня 1972 року в Смоляні. У 1996 році він вступив на англійську філологію у Софійський університет святого Климента Охридського, а наступного року перейшов на богословський факультет цього ж університету.
У 1999 році був пострижений у чернецтво. У 2008 році був рукоположений у сан єпископа.
30 червня 2024 Патріарший виборчий церковний собор 69 голосами обрав митрополита Даниїла патріархом. Того ж дня в храмі Олександра Невського відбулася його інтронізація.

## Ставлення до України
Патріарх Даниїл виправдовує російські злочини в Україні. Відомий проросійськими поглядами та проповідями. У травні 2023 року Видинська митрополія опублікувала відео з монологом Даниїла, де він протягом 1,5 годин намагається спростувати заяви, що Україна веде оборону від агресії Росії, а українці мають право захищатися. Даниїл повторює основні аргументи російської пропаганди та гібридної війни, посилаючись на заяви експертів-міжнародників із сумнівною репутацією та неодноразово цитуючи посла Росії в Болгарії.